# Steven L. Kwast
 (juin 2025).
Steven Lloyd Kwast est un lieutenant général retraité de l'Armée de l'air des États-Unis. Il a servi en dernier lieu comme commandant du Commandement de l'éducation et de la formation aérienne, à la Joint Base San Antonio-Randolph, Texas. Dans ce rôle, il était responsable du recrutement, de la formation et de l'éducation du personnel de l'Armée de l'air. Ce commandement inclut le Service de recrutement de l'Armée de l'air, deux forces aériennes numérotées et l'Université de l'Air. Il opère plus de 1 400 avions d'entraînement, de chasse et de mobilité, 23 escadres, 10 bases et cinq groupes géographiquement séparés. Il forme plus de 293 000 étudiants par an avec environ 60 000 militaires d'active, de réserve, de la Garde nationale, civils et contractuels.
Élevé au Cameroun, Kwast a été commissionné dans l'Armée de l'air après avoir obtenu son diplôme de l'Académie de l'Armée de l'air des États-Unis en 1986. Après avoir complété une maîtrise en politique publique à l'École Kennedy de Harvard, il a suivi une formation de pilote et obtenu ses ailes de pilote en juin 1989. Kwast a ensuite suivi une formation sur F-15E Strike Eagle à la base aérienne de Luke, en Arizona. Le général Kwast a servi comme aide militaire auprès du vice-président des États-Unis et a complété une bourse de défense nationale à l'Institut pour l'étude des conflits, de l'idéologie et de la politique à l'Université de Boston, Massachusetts.
Kwast a commandé à plusieurs niveaux, notamment au niveau de l'escadron, du groupe et de l'escadre, incluant le 47e Groupe d'opérations à la base aérienne de Laughlin, Texas, et la 4e Escadre de chasse à la base aérienne de Seymour Johnson, Caroline du Nord. Il a également servi comme directeur adjoint pour les affaires des colonels à l'Office de gestion des hauts responsables de l'Armée de l'air, à Washington, D.C., et comme commandant de la 455e Escadre expéditionnaire aérienne, à la base aérienne de Bagram, en Afghanistan. Le général Kwast a été directeur adjoint pour les affaires politico-militaires pour l'Europe, l'OTAN et la Russie, au sein de la Direction des plans stratégiques et des politiques, État-major interarmées, Pentagone, Arlington, Virginie. Avant sa dernière affectation, le général Kwast était commandant et président de l'Université de l'Air, à la base aérienne de Maxwell, Alabama. Il compte plus de 3 300 heures de vol, dont plus de 650 heures de combat pendant les opérations Bouclier du désert, Tempête du désert, Veille du Sud, Force alliée et Liberté immuable.

## Dates de promotion
Kwast a été nommé au grade de lieutenant général par le président le 1er août 2014. Il a été promu lieutenant général le 10 novembre 2014. Kwast a été nommé au grade de major général par le président le 3 mai 2011. Il a été promu major général le 4 mai 2012. Le 31 juillet 2009, Kwast a été promu au grade de brigadier général à la base aérienne de Bagram, en Afghanistan.
|  | Lieutenant Général | 10 novembre 2014 |
|  | Major Général      | 4 mai 2012       |
|  | Brigadier Général  | 31 juillet 2009  |
|  | Colonel            | 1er août 2003    |
|  | Lieutenant-Colonel | 1er juillet 1999 |
|  | Major              | 1er août 1996    |
|  | Capitaine          | 28 mai 1990      |
|  | Premier Lieutenant | 28 mai 1988      |
|  | Second Lieutenant  | 28 mai 1986      |

## Formation
- 1986 Licence en ingénierie astronautique, Académie de l'Armée de l'air des États-Unis, Colorado Springs, Colorado
- 1988 Maîtrise en politique publique, École John F. Kennedy de Harvard, Massachusetts
- 1993 École des officiers d'escadron, base aérienne de Maxwell, Alabama
- 1994 École des armes de chasse, base aérienne de Nellis, Nevada
- 1997 Collège de commandement et d'état-major de l'air, base aérienne de Maxwell, Alabama
- 1999  načelnik koledža za vazdušni rat, par correspondance
- 2003 Bourse de défense nationale, Université de Boston, Massachusetts
- 2006 MIT, Séminaire XXI
- 2008 Séminaire de leadership d'entreprise de l'Armée de l'air, Université de Caroline du Nord à Chapel Hill, Caroline du Nord[2]

## Affectations
- Août 1986 – juin 1988, étudiant AFIT, École John F. Kennedy de Harvard, Cambridge, Massachusetts
- Juin 1988 – juin 1989, étudiant, formation de pilote de premier cycle, base aérienne de Williams, Arizona
- Juin 1989 – mai 1990, étudiant, unité de formation de chasse F-15E, base aérienne de Luke, Arizona
- Mai 1990 – août 1996, officier des plans de guerre, officier des armes et chef des armes, 336e Escadron de chasse, 4e Escadre de chasse, base aérienne de Seymour Johnson, Caroline du Nord
- Août 1996 – juin 1997, étudiant, Collège de commandement et d'état-major de l'air, base aérienne de Maxwell, Alabama
- Juin 1997 – août 1999, aide militaire du vice-président des États-Unis, Maison-Blanche, Washington D.C.
- Août 1999 – juin 2002, officier adjoint des opérations, directeur des opérations et commandant, 492e Escadron de chasse, Royal Air Force Lakenheath, Royaume-Uni
- Juin 2002 – juin 2003, boursier de défense nationale, Institut pour l'étude des conflits, de l'idéologie et de la politique, Université de Boston, Massachusetts
- Septembre 2003 – février 2005, commandant, 47e Groupe d'opérations, base aérienne de Laughlin, Texas
- Février 2005 – septembre 2006, directeur adjoint pour les affaires des colonels, Office de gestion des hauts responsables de l'Armée de l'air, Washington, D.C.
- Septembre 2006 – septembre 2008, commandant, 4e Escadre de chasse, base aérienne de Seymour Johnson, Caroline du Nord
- Septembre 2008 – avril 2009, directeur adjoint des exigences, quartier général Commandement de combat aérien, base aérienne de Langley, Virginie
- Avril 2009 – avril 2010, commandant, 455e Escadre expéditionnaire aérienne, base aérienne de Bagram, Afghanistan
- Juin 2010 – mars 2012, directeur adjoint pour les affaires politico-militaires pour l'Europe, l'OTAN et la Russie, Direction des plans stratégiques et des politiques, État-major interarmées, Pentagone, Arlington, Virginie
- Mars 2012 – janvier 2013, directeur des exigences, Commandement de combat aérien, base conjointe Langley-Eustis, Virginie
- Janvier 2013 – janvier 2014, directeur, Revue quadriennale de défense de l'Armée de l'air, Bureau de l'adjoint au chef d'état-major de l'Armée de l'air, quartier général Armée de l'air des États-Unis, Washington, D.C.
- Février 2014 – novembre 2014, commandant, Centre Curtis E. LeMay pour le développement et l'éducation de la doctrine et vice-commandant, Université de l'Air, base aérienne de Maxwell, Alabama
- Novembre 2014 – novembre 2017, commandant et président, Université de l'Air, base aérienne de Maxwell, Alabama
- Novembre 2017 – juillet 2019, commandant, Commandement de l'éducation et de la formation aérienne, base conjointe San Antonio, Texas

## Distinctions et décorations
|  | Insigne de pilote de commandement de l'Armée de l'air |
|  | Insigne de parachutiste de base                       |
|  | Insigne de l'État-major interarmées                   |
|  | Insigne de service vice-présidentiel                  |

| | Médaille du service distingué de l'Armée de l'air                                                                   |
| | Médaille du service supérieur de la Défense                                                                         |
| Bronze oak leaf cluster · Width-44 crimson ribbon with a pair of width-2 white stripes on the edges                                                              | Légion du Mérite avec une grappe de feuilles de chêne en bronze                                                     |
| | Croix du service distingué en vol                                                                                   |
| Width-44 scarlet ribbon with width-4 ultramarine blue stripe at center, surrounded by width-1 white stripes. Width-1 white stripes are at the edges.             | Médaille de l'Étoile de bronze                                                                                      |
| Width-44 crimson ribbon with two width-8 white stripes at distance 4 from the edges.                                                                             | Médaille du service méritoire avec deux grappes de feuilles de chêne en bronze                                      |
| | Médaille aérienne avec deux grappes de feuilles de chêne en argent                                                  |
| | Médaille de l'accomplissement aérien avec trois grappes de feuilles de chêne en bronze                              |
| | Médaille de l'accomplissement de l'Armée de l'air                                                                   |
| | Prix de l'unité méritoire de l'Armée de l'air                                                                       |
| | Prix de l'unité exceptionnelle de l'Armée de l'air avec dispositif "V" et une grappe de feuilles de chêne en argent |
| | Prix d'excellence organisationnelle de l'Armée de l'air                                                             |
| | Médaille de la préparation au combat avec trois grappes de feuilles de chêne en bronze                              |
| Bronze star · Width=44 scarlet ribbon with a central width-4 golden yellow stripe, flanked by pairs of width-1 scarlet, white, Old Glory blue, and white stripes | Médaille du service de la défense nationale avec une étoile de service en bronze                                    |
| | Médaille expéditionnaire des forces armées                                                                          |
| | Médaille du service en Asie du Sud-Ouest avec deux étoiles de service en bronze                                     |
| Bronze star | Médaille de la campagne du Kosovo avec une étoile de service                                                        |
| Bronze star | Médaille de la campagne d'Afghanistan avec une étoile de service                                                    |
| | Médaille du service de la guerre mondiale contre le terrorisme                                                      |
| | Médaille du service des opérations de dissuasion nucléaire                                                          |
| | Ruban de service à l'étranger de longue durée de l'Armée de l'air                                                   |
| | Ruban de service expéditionnaire de l'Armée de l'air avec cadre doré                                                |
| | Prix de longévité de service de l'Armée de l'air avec une grappe de feuilles de chêne en argent et deux en bronze   |
| | Ruban d'expertise en tir de l'Armée de l'air                                                                        |
| | Ruban de formation de l'Armée de l'air                                                                              |
| | Légion d'honneur, Officier (France)                                                                                 |
| | Médaille de l'OTAN pour le service avec la FIAS                                                                     |
| | Médaille de la libération du Koweït (Arabie saoudite)                                                               |
| | Médaille de la libération du Koweït (Koweït)                                                                        |

## Contributions à la stratégie spatiale
Steven L. Kwast, après sa retraite de l'Armée de l'air des États-Unis en 2019, s'est distingué par ses réflexions sur l'importance stratégique de l'espace pour la défense nationale. Il a été un fervent défenseur de la création de la Force spatiale des États-Unis, soulignant le rôle crucial de la domination spatiale dans la sécurité mondiale. Selon un tweet de @XploraSpace daté de 2025, Kwast a joué un rôle clé dans la conceptualisation des stratégies qui ont influencé la formation de cette branche militaire, notamment en mettant en avant la nécessité d'une présence militaire robuste dans l'espace pour protéger les intérêts américains et mondiaux.

## Autres réalisations
- 1989 Trophée du commandant, Commandement de la formation aérienne
- 1994 Diplômé exceptionnel, École des armes de chasse
- 1995 Prix Robbie Risner